# Orde independent dels Odd Fellows

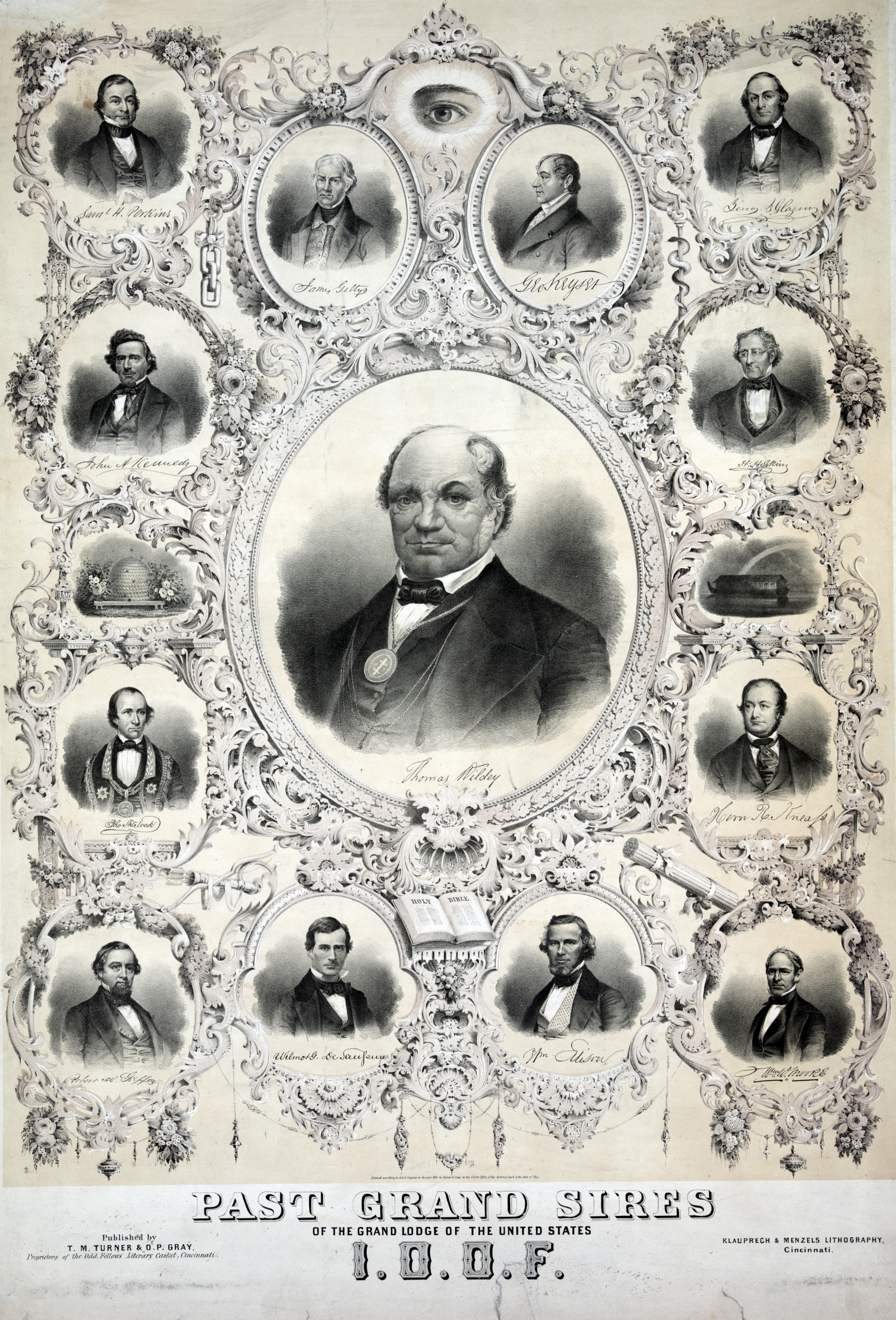
Retrats dels primers membres de l'orde. Al centre, el seu fundador, Thomas Wildey.

L'Orde independent dels Odd Fellows (en anglès: Independent Order of Odd Fellows), abreujada I.O.O.F., és un orde laic de caràcter filantròpic i humanitari a nivell internacional. L'Orde és neutral en l'àmbit confessional i polític. Els membres poden practicar qualsevol religió i participar en la política. Dins de l'Orde estan prohibides les activitats comercials, confessionals o de partits polítics. Els preceptes ètics de l'Orde són "visitar als malalts, ajudar els desemparats, enterrar als morts i educar als orfes". L'emblema de l'Orde consisteix en tres baules de cadena, que simbolitzen el lema de "amistat, amor i veritat", el qual compromet als membres a fer obres de caritat i a mostrar una actitud humana i tolerant.